# 14. etape af Tour de France 2009
Fjortende etape af Tour de France 2009 blev kørt lørdag d. 18. juli og gik fra Colmar til Besançon.
Ruten var 199 km lang.
- Etape: 14
- Dato: 18. juli
- Længde: 199 km
- Danske resultater:

63. Brian Vandborg + 5.36
64. Nicki Sørensen + 5.36
88. Chris Anker Sørensen + 5.36
- Gennemsnitshastighed: 43,0 km/t

## Point- og bjergspurter

### 1. sprint (Pulversheim)
Efter 34 km
| Vinder | Gerald Ciolek   | 6p |
| 2.     | Daniele Bennati | 4p |
| 3.     | Daniele Righi   | 2p |

### 2. sprint (Dannemarie)
Efter 67 km
| Vinder | Hayden Roulston     | 6p |
| 2.     | Christophe Le Mével | 4p |
| 3.     | Sebastien Minard    | 2p |

### 3. sprint (Baume-les-Dames)
Efter 161,5 km
| Vinder | Hayden Roulston  | 6p |
| 2.     | Sebastien Minard | 4p |
| 3.     | Daniele Bennati  | 2p |

### 1. bjerg (Côte de Lebetain)
3. kategori stigning efter 90,5 km
| Plads | Navn             | Point |
| ----- | ---------------- | ----- |
| 1.    | Frederik Willems | 4     |
| 2.    | Albert Timmer    | 3     |
| 3.    | Serguei Ivanov   | 2     |

### 2. bjerg (Côte de Blamont)
3. kategori stigning efter 111,5 km
| Plads | Navn             | Point |
| ----- | ---------------- | ----- |
| 1.    | Sebastien Minard | 4     |
| 2.    | Gerald Ciolek    | 3     |
| 3.    | Frederik Willems | 2     |

## Resultatliste
|    | Navn                | Land         | Hold               | Tid     |
| -- | ------------------- | ------------ | ------------------ | ------- |
| 1  | Serguei Ivanov      | Rusland      | Team Katusha       | 4:37.46 |
| 2  | Nicolas Roche       | Irland       | Ag2r-La Mondiale   | + 0.16  |
| 3  | Hayden Roulston     | Australien   | Cervélo TestTeam   | + 0.16  |
| 4  | Martijn Maaskant    | Holland      | Garmin-Slipstream  | + 0.16  |
| 5  | Sebastien Minard    | Frankrig     | Cofidis            | + 0.16  |
| 6  | Daniele Righi       | Italien      | Lampre-N.G.C.      | + 0.16  |
| 7  | Christophe Le Mével | Frankrig     | Française des Jeux | + 0.16  |
| 8  | George Hincapie     | USA          | Team Columbia-HTC  | + 0.16  |
| 9  | Daniele Bennati     | Italien      | Liquigas           | + 0.16  |
| 10 | Gerald Ciolek       | Tyskland     | Team Milram        | + 0.22  |
| 11 | Albert Timmer       | Holland      | Skil-Shimano       | + 0.26  |
| 12 | Frederik Willems    | Belgien      | Liquigas           | + 3.41  |
| 13 | Thor Hushovd        | Norge        | Cervélo TestTeam   | + 5.36  |
| 14 | Mark Renshaw        | Australien   | Team Columbia-HTC  | + 5.36  |
| 15 | Yauheni Hutarovich  | Hviderusland | Française des Jeux | + 5.36  |

## Eksternt link
- Etapeside Arkiveret 7. juli 2009 hos  Wayback Machine på Letour.fr Arkiveret 28. februar 2011 hos  Wayback Machine (fransk) (engelsk) (tysk) (spansk)